# Voodoo (альбом VIXX)
Voodoo — первый студийный альбом южнокорейской мужской группы VIXX, выпущенный 25 ноября 2013 года под лейблом Jellyfish Entertainment.

## Промоушен
VIXX впервые исполнил «Voodoo Doll» в прямом эфире во время их финального концерта Milky Way Global Showcase в Сеуле, который состоялся 17 ноября 2013 года. Первый трансляционный спектакль «Voodoo Doll» был показан 20 ноября по телевизионной премьере финального концерта VIXX на SBS MTV. Позже в тот же день VIXX впервые вернулись на сцену в шоу MBC Music, с «Only U» и «Voodoo Doll». 6 декабря группа выиграла свою первую премию музыкального шоу на Music Bank, номинированная работа которого, являлся последний промоушен трек.

## «Only U»
«Only U» (кор.: 대답은 너니까; RR: Дэдапын Ноникка, лит. «Потому что ты — ответ») служил в качестве сингла перед релизом. Это было произведено поэтом Shinsadong Tiger, и сопродюсером 4Beontaja, а также главным исполнительным директором Jellyfish Entertainment Хван Се Юнем. Рави объединился с писателем Ким Джи Ханом, чтобы написать текст.
Музыкальное видео для песни было организовано Хон Вон Ки и снято в Стокгольме в Швеции, захватив красивые пейзажи страны. Одиночный альбом достиг максимума на номере 40 в диаграмме Gaon, а также 18 место в социальной диаграмме.

## «Voodoo Doll»
«Voodoo Doll» (кор.: 저주인형; RR: Чончуинхён, лит. «Проклятая кукла») — ведущий сингл альбома. Авторами «Voodoo Doll» являются Ким Иан и Рави (написавший рэп-части). Продюсером же являлся Хьюк Син, который продюсировал такие песни, как: «Dream Girl» SHINee и «Growl» EXO. ZanyBros был организатором музыкального видеоклипа на песню.
Музыкальное видео было выпущено 19 ноября 2013 года. Снятое в стиле фильма ужасов, оно открывается графическими изображениями органов и плоти, которые режут, наносят по ним удар и скрепляют вместе. Обеспокоенные участники заключены в тюрьмы в отдельных клетках. Их похитительница радостно контролирует и мучает их через куклу вуду. Участники успевают убежать, но Хонбин все же попадается обратно, после чего, в конец концов превращается в куклу вуду.
Из-за тревожных образов и насилия, как музыкальное видео, так и хореография были подвергнуты цензуре. Музыкальное видео не соответствовало правилам и было обозначено R-рейтингом. Чистая версия была выпущена позднее 24 ноября 2013 года. Хореография куклы вуду включала в себя персонал, который «наносил удары» членам в разных точках. Крупные сети запретили хореографию, ссылаясь на то, что она была слишком жестокой. Их компания выразила разочарование, заявив: «Проблема была в том, что члены VIXX превращаются в кукол вуду. Хореография является символом печальной участи куклы вуду». Хореография была в конечном итоге изменена для трансляции.
Одиночный альбом достиг максимума на 7 месте в диаграмме одиночных альбомов Gaon, а также на 53-м месте в 100 популярный K-pop песен Billboard. Альбом также наметил 3 цифру в социальной карте Gaon/

## Список композиций
※ Выделенные жирным треки — это рекламные треки в альбоме. Кредиты адаптированы с официальной домашней страницы группы.
| №                        | Название                                                                                            | Лирика                         | Музыка                                                            | Продолжительность |
| ------------------------ | --------------------------------------------------------------------------------------------------- | ------------------------------ | ----------------------------------------------------------------- | ----------------- |
| 1.                       | «Voodoo» (Intro)                                                                                    |                                | MELODESIGN                                                        | 01:11             |
| 2.                       | «Voodoo Doll» (저주인형; Jeojuinhyeong)                                                             | Kim Eana                       | Hyuk Shin, Deanfluenza, 2xxx!, RE:ONE, Lee JaeHoon                | 03:36             |
| 3.                       | «Beautiful Killer»                                                                                  | Lee Yu-jin, Ravi               | Albi Albertsson, Chris Wahle                                      | 03:20             |
| 4.                       | «Someday»                                                                                           | Kim Ji-hyang, Ravi, MELODESIGN | MELODESIGN, Keeproots, Fascinating                                | 03:56             |
| 5.                       | «Only U» (대답은 너니까; Daedabeun Neonikka) (Translation: «Because You’re the Answer»)             | Kim Ji-hyang, Ravi             | Hwang Se-jun, 4번타자, Shinsadong Tiger                           | 03:45             |
| 6.                       | «B.O.D.Y»                                                                                           | Kim Mi-jin                     | Albi Albertsson, Andreas Carlsson, Andreas Oberg, Stephan Elfgren | 03:13             |
| 7.                       | «Secret Night»                                                                                      | Ravi                           | Ravi                                                              | 03:16             |
| 8.                       | «Say U Say Me»                                                                                      | Ravi , Kiggen                  | Hyuk Shin, DK, Ross Lara                                          | 03:24             |
| 9.                       | «Love Come True» (오늘부터 내 여자; Oneulbuteo Nae Yeoja) (Translation: «From Now On, You’re Mine») | Kim Ji-hyang, Ravi             | MELODESIGN                                                        | 03:21             |
| 10.                      | «Thank You For Being Born» (태어나줘서 고마워; Taeeonajwoseo Gomawo)                                | Kim Ji-hyang, MELODESIGN       | MELODESIGN                                                        | 04:17             |
| 11.                      | «Super Hero»                                                                                        | Kiggen, Ravi (rap parts)       | Brent Paschke, Jimmy Richard Drew                                 | 03:30             |
| 12.                      | «Rock Ur Body»                                                                                      | Choi Kyu-sung, Swings          | Shinsadong Tiger, Choi Kyu-Sung                                   | 03:42             |
| 13.                      | «On and On» (다칠 준비가 돼 있어; Dachil Junbiga Dwae Isseo) (Translation: «I’m Ready to Get Hurt») | Kim Eana, Ravi (rap parts)     | Hwang Se-jun, Albi Albertsson, Ricky Hanley, Kirstine Lind        | 03:14             |
| 14.                      | «Hyde»                                                                                              | Kim Eana, Ravi (rap parts)     | Hwang Se-jun, D3O                                                 | 03:16             |
| 15.                      | «Voodoo Doll» (Inst.)                                                                               |                                | Hyuk Shin, Deanfluenza, 2xxx!, RE:ONE, Lee JaeHoon                | 03:36             |
| Общая продолжительность: | Общая продолжительность:                                                                            | Общая продолжительность:       | Общая продолжительность:                                          | 51:00             |

## История выпуска
| Регион      | Дата           | Формат                  | Лейбл                                    |
| ----------- | -------------- | ----------------------- | ---------------------------------------- |
| Южная Корея | 25 ноября 2013 | - CD - Digital download | - Jellyfish Entertainment - CJ E&M Music |
| Всемирно    | 25 ноября 2013 | Digital download        | Jellyfish Entertainment                  |

## Чарт представления

### Альбом
| Чарты                                       | Позиции в чартах | Продажи        |
| ------------------------------------------- | ---------------- | -------------- |
| South Korea (Gaon Music Chart weekly album) | 1                | - KOR: 102,406 |
| Taiwan (FIVE-MUSIC Korea-Japan Album Chart) | 4                | - KOR: 102,406 |

### Синглы
| Чарты                            | Позиции в чартах | Позиции в чартах |
| Чарты                            | «Voodoo Doll»    | «Only U»         |
| -------------------------------- | ---------------- | ---------------- |
| South Korea (Gaon Digital Chart) | 7                | 40               |
| South Korea (Gaon Social Chart)  | 3                | 18               |
| Billboard (Korea K-Pop Hot 100)  | 53               | —                |
| Billboard (US World)             | 4                | 8                |

## Награды и номинации

### Награды
| Год                     | Награды                               | Номинированные работы | Результат |
| ----------------------- | ------------------------------------- | --------------------- | --------- |
| KMC Radio Awards        |                                       |                       |           |
| 2013                    | Best Music Video                      | «Voodoo Doll»         | Победа    |
| Gaon Chart Music Awards |                                       |                       |           |
| 2013                    | 4th Quarter Best Selling Record Award | «Voodoo Doll»         | Номинация |

### Награды музыкальных программ
| Песни         | Музыкальное шоу | Дата           |
| ------------- | --------------- | -------------- |
| «Voodoo Doll» | Music Bank      | 6 декабря 2013 |